# Laurie Holden
Laurie Holden (Los Angeles, Kalifornia, 1969. december 17. –) amerikai színésznő.

## Élete és pályafutása
A kaliforniai Los Angelesben született, Lawrence Holden és Adrienne Ellis gyermekeként. Rokonai között számos híresség van, Christopher Holden a testvére. 1975-ben szülei elváltak, Laurie-t bátyját az édesanyjuk nevelte tovább, aki lemondott színészi karrierjéről.
Legismertebb szerepei Marita Covarrubias az X-akták epizódjaiban (1996–2002) és Andrea az AMC The Walking Dead (2010–2013; 2020–2022) című sorozatában.
1980-ban Rock Hudson partnere volt a Marsbéli krónikák című minisorozatban. 2001-ben akkori élettársa, Jim Carrey oldalán volt látható a Mi lenne, ha? című filmben. 2006-ban forgatta Silent Hill – A halott város című akciófilmjét, amelyekben olyan színészek voltak a partnerei, mint Radha Mitchell és Sean Bean.
2007-ben mutatták be A köd című akciófilmet, ebben Thomas Janenel és Marcia Gay Hardennel szerepel.
2010–2013 között, majd 2020-tól 2022-ig főszereplő volt a nagy sikerű The Walking Dead című sorozatban.

## Filmográfia

### Film
| Év   | Magyar cím                   | Eredeti cím                        | Szerep                          | Magyar hang     |
| ---- | ---------------------------- | ---------------------------------- | ------------------------------- | --------------- |
| 1986 | Külön vakáció                | Separate Vacations                 | Karen                           | Kökényessy Ági  |
| 1989 | Az igazság törvénye          | Physical Evidence                  | Matt lánya                      |                 |
| 1995 | Ne várj kegyelmet            | Expect No Mercy                    | Vicki                           |                 |
| 1996 | A jövő hóhérai               | Past Perfect                       | Ally Marsey                     | Kiss Erika      |
| 2001 | Mi lenne, ha?                | The Majestic                       | Adele Stanton                   | Horváth Lili    |
| 2004 |                              | Meet Market                        | Billy (stáblistán nem szerepel) |                 |
| 2005 | Kutyaütő örökösök            | Bailey's Billion$                  | Marge Maggs                     |                 |
| 2005 | Fantasztikus Négyes          | Fantastic Four                     | Debbie McIlvane                 |                 |
| 2006 | Silent Hill – A halott város | Silent Hill                        | Cybil Bennett                   | Haumann Petra   |
| 2007 | A köd                        | The Mist                           | Amanda Dumfries                 | Orosz Helga     |
| 2014 |                              | Honeytrap                          | nem szerepel                    |                 |
| 2014 | Dumb és Dumber kettyó        | Dumb and Dumber To                 | Adele Pinchelow                 | Ősi Ildikó      |
| 2016 |                              | The Abolitionists (dokumentumfilm) | önmaga                          |                 |
| 2017 |                              | The Time of Their Lives            | nem szerepel                    |                 |
| 2017 |                              | Pyewacket                          | Mrs. Reyes                      |                 |
| 2018 | Kegyetlen zsaruk             | Dragged Across Concrete            | Melanie Ridgeman                | Solecki Janka   |
| 2019 | Sarkvidéki akció             | Arctic Dogs                        | Dakota (hangja)                 | Sánta Annamária |
| 2020 |                              | Fireheart                          | Pauline                         |                 |

### Televízió
| Év                  | Magyar cím                       | Eredeti cím                                  | Role                                             | Megjegyzések                                       |
| ------------------- | -------------------------------- | -------------------------------------------- | ------------------------------------------------ | -------------------------------------------------- |
| 1980                | Marsbéli krónikák                | The Martian Chronicles                       | Marie Wilder                                     | - minisorozat (2 epizód) - stáblistán nem szerepel |
| 1988                | Power kapitány és a jövő katonái | Captain Power and the Soldiers of the Future | Erin                                             | 1 epizód                                           |
| 1991                | Katalin cárnő ifjúsága           | Young Catherine                              | Catherine Dashkova hercegnő                      | minisorozat (2 epizód)                             |
| 1991                | Dowling atya nyomoz              | Father Dowling Mysteries                     | Joyce Morrison / Judith Carswell                 | 1 epizód                                           |
| 1993                |                                  | Secret Services                              | Suki                                             | 1 epizód                                           |
| 1993                |                                  | Scales of Justice                            | Nancy Oakes                                      | 1 epizód                                           |
| 1993                |                                  | Family Passions                              | Claire                                           |                                                    |
| 1993                |                                  | Destiny Ridge                                | Darlene Kubolek                                  |                                                    |
| 1994                |                                  | TekWar: TekLab                               | Rachel Tudor                                     | tévéfilm                                           |
| 1995                | Fraser és a farkas               | Due South                                    | Jill Kennedy                                     | 1 epizód                                           |
| 1995–1996           | Hegylakó                         | Highlander: The Series                       | Debra Campbell                                   | két epizód                                         |
| 1996                | Gyilkos sorok                    | Murder, She Wrote                            | Sherri Sampson                                   | 1 epizód                                           |
| 1996                |                                  | Poltergeist: The Legacy                      | Cora Jennings / Sarah Browning                   | 1 epizód                                           |
| 1996                |                                  | Two                                          | Madeline Reynolds                                | 1 epizód                                           |
| 1996                | A nyomkereső                     | The Pathfinder                               | Mabel Dunham                                     | - tévéfilm - magyar hangja: - Kökényessy Ági       |
| 1996–2002           | X-akták                          | The X-Files                                  | Marita Covarrubias                               | - 10 epizód - magyar hangja: - Orosz Helga         |
| 1997                |                                  | Dead Man's Gun                               | Bonnie Lorrine                                   | 1 epizód                                           |
| 1997                | Gyilkos vér                      | Echo                                         | Scarlett Antonelli                               | tévéfilm                                           |
| 1997                |                                  | Alibi                                        | Beth Polasky                                     | tévéfilm                                           |
| 1998–2000           | A hét mesterlövész               | The Magnificent Seven                        | Mary Travis                                      | - 18 epizód - magyar hangja: - Orosz Anna          |
| 2000                | Végtelen határok                 | The Outer Limits                             | Susan McLaren                                    | 1 epizód                                           |
| 2000                |                                  | The Man Who Used to Be Me                    | Amy Ryan                                         | tévéfilm                                           |
| 2001                |                                  | Big Sound                                    | Piper Moran                                      | 1 epizód                                           |
| 2008                | The Shield – Kemény zsaruk       | The Shield                                   | Olivia Murray                                    | 13 epizód                                          |
| 2010–2013 2020–2022 | The Walking Dead                 | The Walking Dead                             | Andrea                                           | - főszereplő - magyar hangja: - Solecki Janka      |
| 2014–2015           | Gyilkos ügyek                    | Major Crimes                                 | Ann McGinnis                                     | 3 epizód                                           |
| 2015                | Lángoló Chicago                  | Chicago Fire                                 | Dr. Hannah Tramble                               | 1 epizód                                           |
| 2017–2018           | Foglalkozásuk: amerikai          | The Americans                                | Renee                                            | 12 epizód                                          |
| 2019                | Az igazság oldalán               | Proven Innocent                              | Greta Bellows                                    | 7 epizód                                           |
| 2022                | A fiúk                           | The Boys                                     | Crimson Countess / Fox Crimson Countess (hangja) | 5 epizód                                           |

## Fontosabb díjak és jelölések
- Gemini-díj, legjobb televíziós vendégszereplő – Fraser és a farkas (1996) – jelölve
- Szaturnusz díj, legjobb televíziós női mellékszereplő – The Walking Dead (2011) – jelölve
- Scream Award, legjobb televíziós női mellékszereplő – The Walking Dead (2011) – jelölve
- Szaturnusz díj, legjobb televíziós női mellékszereplő – The Walking Dead (2013) – megnyert díj
- Screen Actors Guild-díj, Legjobb szereplőgárda (drámasorozat) – Foglalkozásuk: amerikai (2019) – jelölve

## Fordítás
- Ez a szócikk részben vagy egészben  a   Laurie Holden című angol Wikipédia-szócikk ezen változatának fordításán alapul.  Az eredeti cikk szerkesztőit annak laptörténete sorolja fel. Ez a jelzés csupán a megfogalmazás eredetét és a szerzői jogokat jelzi, nem szolgál a cikkben szereplő információk forrásmegjelöléseként.